# Pseudanapis parocula
Pseudanapis parocula är en spindelart som först beskrevs av Simon 1899.  Pseudanapis parocula ingår i släktet Pseudanapis och familjen Anapidae. Inga underarter finns listade i Catalogue of Life.